# Антъни Кийдис
Антъни Кийдис (на английски: Anthony Kiedis) е вокалист на американската алтернативна рок група Ред Хот Чили Пепърс.

## Биография

### Произход и юношески години
Антъни Кийдис е роден на 1 ноември 1962 година в градчето Гранд Рапидс, щата Мичиган, в семейството на актьора Джон Кийдис. Дядото на Антъни е с литовски, баба му по бащина линия – с мохикански произход. Индианските корени на Кийдис са вдъхновили текстовете на песни като True Men Don't Kill Coyotes, American Ghost Dance, Apache Rose Peacock, Fight Like a Brave и Johnny, Kick a Hole in the Sky. Кръстник на Антъни е Сони Боно.
Родителите на Антъни Кийдис се развеждат, когато той е на 3 години. Живее с майка си до своята 11-а годишнина в Гранд Рапидс, после се премества в Лос Анджелис при баща си. Баща му е човекът, който го „запознава“ с хероина. Впоследствие той пробва и други наркотици. В автобиографията си Scar Tissue твърди, че изгубва девствеността си на 12 години с 18-годишната приятелка на баща си. През тийнейджърските си години Антъни слуша предимно изпълнители като Стиви Уондър и Лед Цепелин. Учи в Firfax High School, където на 15 г. среща бъдещите си колеги Майкъл Блазари (Флий), Хилел Словак и Джак Айрънс. В училище той често приема ролята на „защитник на беззащитните“, заради което в началото има леки недоразумения с Флий, но впоследствие отношенията им се изглаждат и двамата стават приятели. Кийдис отива да учи в Калифорнийския Университет, но не завършва, до голяма степен заради пристрастеността си към наркотиците.

### Сформиране на групата
След като прекъсва следването си, Антъни Кийдис получава предложение от старите си приятели да сформират група. Първото име на групата е Tony Flow and the Miraculous Masters of Mayhem. По това време Словак и Айрънс са в групата What is this?. Впоследствие групата сменя името си с Ред Хот Чили Пепърс (Red Hot Chili Peppers). При записването на първия им студиен албум Словак и Айрънс се отказват от проекта, тъй като имат други творчески ангажименти, и са заменени от други музиканти. Словак се присъединява към Кийдис и Флий за втория, а Айрънс се включва за записа на третия им албум, но напуска след като Словак умира от свръхдоза. Оттогава групата има непостоянен състав, но въпреки това успява за 24 години да издаде девет албума.

## Роля в Ред Хот Чили Пепърс
Антъни Кийдис винаги е бил фронтмен на групата. Той и Флий са в групата от самото начало. Джон и Флий пишат изцяло музиката за групата, а Антъни допринася с текстове и мелодии. Почти всички текстове на Ред Хот Чили Пепърс са на Кийдис. Неговият стил на писане варира през годините. Първите му текстове са предимно на теми като секс, наркотици и животът в Лос Анджелис. С времето съзряването му и разширяването на неговите интереси в музикален и житейски аспект се отразява на текстовете му, в които се появяват нови теми като духовността, справянето с трудности в живота и загубата на приятели. В текстовете се проявява задълбоченост и социален реализъм.
Антъни става вокалист на групата като в началото рапира, а той може да го прави с впечатляваща скорост. След албума Mother's Milk песните на Ред Хот придобиват по-мелодичен вид и вече се отнасят повече към рока, а не към хип-хопа. В Blood Sugar Sex Magik още се забелязва рапирането на Кийдис, но от този албум той започва да пее и мелодични балади като Under The Bridge, Breaking The Girl и I Could Have Lied. В доста от песните като беквокалист се изявява и Джон (който има и авторски албум без групата).
В своята автобиография Антъни заявява, че не може да свири на никакъв инструмент.

## Текстове на песни
Основни теми в творчеството на Кийдис са любовта и приятелството, тийнейджърското бунтарство и агресия, сексуални фантазии и връзката между секса и музиката, политически и социални коментари (особено въпроси свързани с индианското население в Америка), а също така наркотиците и алкохола, отрицателната страна на славата и Холивуд, бедността, самотата и загубата на близък човек.
Много от феновете на Кийдис коментират философските елементи в неговите текстове в онлайн форуми и сайтове като The Teaches of Kiedis Архив на оригинала от 2007-09-28 в Wayback Machine..

## Дискография

### Ред Хот Чили Пепърс
- The Red Hot Chili Peppers (1984)
- Freaky Styley (1985)
- The Uplift Mofo Party Plan (1987)
- The Abbey Road E.P. (1988)
- Mother's Milk (1989)
- Blood Sugar Sex Magik (1991)
- What Hits!? (1992)
- Out in L.A. (1994)
- One Hot Minute (1995)
- Californication (1999)
- By The Way (2002)
- Greatest Hits (2003)
- Stadium Arcadium (2006)
- I'm With You (2011)

### Участие като гост-музикант
- Tricky – албумът Blowback (вокали на Girls)

## Филмография
- Lil' Bush (2007) .... Себе си
- The Chase (1994) .... Уил
- Point Break (1991) .... Сърфист
- Less Than Zero (1987) (as Cole Dammett) .... Музикант #3
- Tough Guys (1986) (като Ред Хот Чили Пепърс) .... Ред Хот Чили Пепърс
- Jokes My Folks Never Told Me (1978) (като Коул Дамет)
- ABC Afterschool Specials (младежка тв програма).... Джими Плъмет (1-ви епизод, 1978)
- F.I.S.T (1978) (като Коул Дамет) .... Кевин Ковак

## Други проекти
Под сценичния псевдоним Коул Дамет (Cole Dammett) (от сценичния псевдоним на баща му Blackie Dammett), Кийдис участва в серия от малки роли в телевизионни и широкоекранни филми в края на 70-те. През 90-те години възобновява актьорската си дейност и участва в още няколко филма.
През 2004 г. Антъни Кийдис публикува своите мемоари под заглавие Scar Tissue. Книгата достига 17-о място в списъка на бестселъри на „Ню Йорк Таймс“. Проследява в детайли живота на Кийдис от дете-бунтар до рок-звезда.